# Linkin Park Underground 3.0
Linkin Park Underground 3.0 is de derde cd uit de reeks Linkin Park Underground, gemaakt door Linkin Park. Hij is exclusief voor de leden van Linkin Parks fanclub beschikbaar, de Linkin Park Underground. Deze werd op 17 november 2003 uitgebracht. Het is niet in de winkels verkrijgbaar. Linkin Park Underground 3.0 is de derde van tot nu toe negen ep's. De cd bevat uitgebreid materiaal. Alle nummers zijn opgenomen tijdens het Summer Sanitarium Tour 2003, in Houston, Texas of Dallas. Het hele Linkin Park-concert staat op de dvd Live in Texas. Deze 5 nummers staan echter niet op de bijbehorende cd.

## Tracklist
1. "Don't Stay" (Live) – 3:11
2. "Figure.09" (Live) – 3:48
3. "With You" (Live) – 3:20
4. "By Myself" (Live) – 4:06
5. "A Place for My Head" (Live) – 3:57

### Enhanced
6. LPU Worldwide video
7. "From the Inside" videoclip
8. "Don't Stay" and "Faint" video-opnamen van "Jimmy Kimmel Live"
9. Bonus multimedia content

## Band
| Lid                    | Functie                  |
| ---------------------- | ------------------------ |
| Chester Bennington     | Leadzanger               |
| Rob Bourdon            | Drums                    |
| Brad Delson            | Leadgitaar               |
| Dave "Phoenix" Farrell | Bassist                  |
| Joseph Hahn            | Dj, scratching, sampling |
| Mike Shinoda           | MC                       |

## Overig
- "Don't Stay" en "Figure .09" komen van het album Meteora.
- "With You" is geschreven door Linkin Park en The Dust Brothers. "With You" komt van het album Hybrid Theory.
- "By Myself" en "A Place For My Head" zijn geschreven door Linkin Park en komen van Hybrid Theory.
- Het album is geproduceerd en gemixt door Josh Abraham.

Emily Armstrong · Chester Bennington · Rob Bourdon · Colin Brittain · Brad Delson 
Dave Farrell · Joe Hahn · Scott Koziol · Mike Shinoda · Mark Wakefield